# Code of Silence (Arrow)
Code of Silence es el décimo cuarto episodio de la cuarta temporada y octagésimo tercero episodio a lo largo de la serie de televisión estadounidense de drama y ciencia ficción, Arrow. El episodio fue escrito por Wendy Mericle y Oscar Balderrama y dirigido por James Bamford. Fue estrenado el 17 de febrero de 2016 en Estados Unidos por la cadena The CW.
Oliver y el equipo descubren que el siguiente plan de H.I.V.E. es eliminar a Quentin después de haber traicionado a Darhk. Después de haber sido víctima de un atentado, Lance se cuestiona si Donna está más seguro estando lejos de él. Mientras tanto, el equipo Arrow descubre que el siguiente atentado será durante el debate entre Ruvé y Oliver. Por otra parte, Thea descubre que Oliver tiene un hijo después de realizar una auditoría que revela el cheque Moira le dio a Samantha para abandonar Ciudad Star y a medida que su fiesta de compromiso se acerca, Oliver se plantea la posibilidad de contarle a Felicity sobre la existencia de William.

## Elenco
- Stephen Amell como Oliver Queen/Flecha Verde.
- Katie Cassidy como Laurel Lance/Canario Negro.
- David Ramsey como John Diggle/Spartan.
- Willa Holland como Thea Queen/Speedy.
- Emily Bett Rickards como Felicity Smoak/Overwatch.
- John Barrowman como Malcolm Merlyn/Ra's al Ghul.
- Paul Blackthorne como el capitán Quentin Lance.

## Continuidad
- Willian Clayton fue visto anteriormente en Legends of Yesterday.

## Desarrollo

### Producción
La producción de este episodio comenzó el 4 de diciembre y terminó el 14 de diciembre de 2015.

### Filmación
El episodio fue filmado del 15 al 18 de diciembre de 2015 y del 5 al 8 de enero de 2016.